# Municipio Acasio
Das Municipio Acasio ist ein Verwaltungsbezirk im Departamento Potosí im südamerikanischen Anden-Staat Bolivien.

## Lage im Nahraum
Das Municipio Acasio ist eins von zwei Municipios in der Provinz Bernardino Bilbao. Es grenzt im Nordwesten an das Municipio Arampampa, im Nordosten an das Departamento Cochabamba und im Süden an die Provinz Charcas. Seine Ausdehnung von Westen nach Osten beträgt 35 Kilometer, von Norden nach Süden 50 Kilometer.
Das Municipio umfasst 67 Ortschaften (localidades), der zentrale Ort des Municipios ist die Ortschaft Acasio mit 855 Einwohnern (Volkszählung 2012) im zentralen westlichen Teil des Municipios.

## Geographie
Das Municipio Acasio liegt in der bolivianischen Cordillera Central im Übergangsbereich zum bolivianischen Tiefland.
Die mittlere Durchschnittstemperatur der Region liegt bei etwa 14-15 °C (siehe Klimadiagramm Arampampa) und schwankt nur unwesentlich zwischen knapp 11 °C im Juni und Juli und knapp 17 °C im November und Dezember. Der Jahresniederschlag beträgt gut 500 mm und weist eine ausgeprägte Trockenzeit von April bis Oktober mit Monatsniederschlägen von unter 20 mm auf, nur in der kurzen Feuchtezeit von Januar bis Februar fallen 100 bis 140 mm Monatsniederschlag.

## Bevölkerung
Die Einwohnerzahl ist zwischen 1992 und 2024 um ein Viertel zurückgegangen:
| Jahr | Einwohner | Quelle       |
| ---- | --------- | ------------ |
| 1992 | 5817      | Volkszählung |
| 2001 | 5764      | Volkszählung |
| 2012 | 5679      | Volkszählung |
| 2024 | 4434      | Volkszählung |

Die Lebenserwartung der Neugeborenen im Municipio Acasio bei der letzten Volkszählung von 2001 lag bei 51,2 Jahren, der Alphabetisierungsgrad bei den über 15-Jährigen bei 58,7 Prozent, der Anteil der städtischen Bevölkerung betrug 0,0 Prozent. (2001)
24,5 Prozent der Bevölkerung sprechen Spanisch, 92,8 Prozent sprechen Quechua, und 0,8 Prozent Aymara. (2001)

## Politik
Ergebnis der Regionalwahlen (concejales del municipio) vom 4. April 2010:
| Wahlberechtigte |  | Stimmen | gültig |  | MAS-IPSP | M.O.P. |
| --------------- |  | ------- | ------ |  | -------- | ------ |
| 2.166           |  | 1.746   | 1.237  |  | 884      | 353    |
|                 |  | 100 %   | 70,8 % |  | 71,5 %   | 28,5 % |

Ergebnis der Regionalwahlen (elecciones de autoridades políticas) vom 7. März 2021:
| Wahl- berechtigte |  | Wahl- beteiligung | gültige Stimmen |  | MAS-IPSP | MTS    | AS     | PAN-BOL |
| ----------------- |  | ----------------- | --------------- |  | -------- | ------ | ------ | ------- |
| 2.253             |  | 1.784             | 1.542           |  | 1.366    | 75     | 62     | 24      |
|                   |  | 79,18 %           | 86,43 %         |  | 88,59 %  | 4,86 % | 4,02 % | 1,56 %  |

## Gliederung
Das Municipio Acasio untergliedert sich nicht weiter in Kantone (cantones).

## Ortschaften im Municipio Acasio
- Acasio 855 Einw. – Piriquina 294 Einw.